# Patrick Grainville
Patrick Grainville, född 1 juni 1947 i Villers-sur-Mer, Normandie, Frankrike, är en fransk författare och professor i franska språket.

## Biografi
Grainville studerade vid Université Paris-Sorbonne. Han har skrivit mycket om Afrika där han också vistats. Han är professor i franska språket och litteraturkritiker i Le Figaro.
Han valdes in i Franska akademien 2018 och efterträdde Alain Decaux på stol nio.

## Utmärkelser
Grainville tilldelades Goncourtpriset år 1976 vid 29 års ålder för sin fjärde roman Les Flamboyants.